# 留守番
留守番（るすばん、英語：House sitting）とは、家などの住居の主人、または、住人が居ない留守の間、主人や住人が居た時と同様に家を管理する役割を負った者である。留守居（るすい）とも言う。江戸時代、大坂城・二条城の城番が称された。また、日本では「留守」という姓も存在する。
なお、多くの地域で、子供に留守番をさせることはネグレクトの形態の1つと見なされており、子供を預けるベビーシッターやチャイルドマインダー、託児所などが利用されている。
家族などの留守番がいるにもかかわらず、誰もいないことを装うことを居留守（いるす）という。

## 主な仕事
- 家事
- 火・水・ガス等の管理
- 戸締り
- 子供の世話（ベビーシッター、ナニー (イギリス)、乳母）
- 介護を要する者の世話（ホームヘルパー）
- ペットの世話（ペットシッティング（英語版））
- 庭木などの管理
- 大型の郵便物や荷物の受け取り

## 法律
留守番に関する法律
アメリカ合衆国
留守番をさせられる年齢が州法ごとに異なり、メリーランド州では8歳未満、イリノイ州では14歳未満が子供だけで留守番をしていると親が逮捕される。なお、それ以外のほとんどの州で子どもの留守番に関するガイドラインが設けられている。
イギリス
イギリスでは16歳未満の子供を放置するのは違法である。
英国政府は、英国児童虐待防止協会の文言を根拠として、12歳未満の子供だけを家や車に長時間放置すること、16歳未満の子供を一晩放置することはいけないことだとしている。
イギリスの情報番組BBCブレックファストによる調査では、2014年から2015年間のイングランド・ウェールズにおいて500人以上が逮捕されている。
イタリア
14歳未満の者、心身の病気の者、老齢者などを放置した監督権を持つ者は懲役 6ヶ月から5年に処す。また、それによって傷害が起きた場合は 1年から6年、死亡した場合は 3年から8年 の懲役に処す。親、子、保護者、配偶者、または養子の親、養子だった場合は罰が重くなる。
オーストラリア
12歳未満の留守番は違法。
ニュージーランド
14歳未満の留守番は違法。

## 保険
イギリスなどの保険会社には、長期間の留守中に起きた空き巣等の被害に対して保険料の支払いを拒否する規約がある。

## ハウスシッター
留守番を仕事とする人をハウスシッターと呼ぶ。上記の保険の兼ね合いや、ペットの世話のために雇われる。観光地の別荘管理も行うため、観光地での長期滞在目的でハウスシッターの職に就く者もいる。

## 研究
留守番をしない子供の群と、週一回以上留守番がある子供の群では、留守番を行う子供に問題行動が多くみられ、特に行為、多動・不注意、仲間関係に問題が多いという研究結果がある。
動物
- 犬は集団行動を行う動物であり、留守番で孤独になることにストレスを感じる。また獣医師は、子犬の消化機能が未発達であることから、餌を頻繁に適切な時間に与える関係上、長時間の留守番を推奨していない[11]。